# Адата (остров)
Вижте пояснителната страница за други значения на Адата.
Ада̀та (на турски: ada, остров) е най-големият остров на река Марица в Пловдив. Той е с размер около 865 м на 265 м. По-голямата част от острова е собственост на наследниците на банкера Константин Хаджикалчев, докато малка част от около 5 декара е на община Пловдив. Островът е част от район „Централен“.

## История
До Балканската война Адата е бил предпочитано място за излети и събори.

## География
Намира се в североизточната част на Пловдив. Площта на острова е около 90 декара. През острова е построен мост, който да свързва двете части на града.

## Разни
- До острова има запазени шлюзове от времето, когато Марица е трябвало да стане плавателна река.[1]
- Планира се нов пешеходен мост да свързва южния и северния бряг на Марица с парка на острова.[3]